# Roca Roja (Montseny)
La Roca Roja és una muntanya de 1.293 metres que es troba al municipi de Montseny, a la comarca del Vallès Oriental.